# Сурапхон Сомбатчарен
Сурапхон Сомбатчарен (25. септембра 1930 — 16. августа 1968), био је тајланђански певач.

## Биографија
Рођен је 25. септембра 1930. године у провинцији Супан Бури. Преминуо је 16. августа 1968. године у провинцији Нагон Патхом након атентата, после концерта који је одржао.

## Дискографија
- เสียวใส้ (Siew Sai)
- ของปลอม (Khong Plom)
- คนหัวล้าน (Khon Hua Lan)
- แซซี้อ้ายลือเจ็กนัง (Sae See Ai Lue Jek Nung)
- ยิกเท้าโหลซัวะ (Yik Tao Low Suea)
- ลืมไม่ลง (Luem Mai Long)
- แก้วลืมดง (Kaew Luem Dong)
- สิบหกปีแห่งความหลัง (Sip Hok Pee Haeng Kwam Lang)